# Banten
Banten és una província d'Indonèsia, situada a l'extrem occidental de l'illa de Java. Banten té una àrea de 9.662 km² i una població de quasi 12 milions d'habitants (2014). El seu nom deriva del de l'antiga ciutat Bantam. La seva capital és Serang.